# Tetranchyroderma paralittoralis
Tetranchyroderma paralittoralis är en djurart som tillhör fylumet bukhårsdjur, och som beskrevs av Rao 1991. Tetranchyroderma paralittoralis ingår i släktet Tetranchyroderma och familjen Thaumastodermatidae.
Artens utbredningsområde är Indiska oceanen. Inga underarter finns listade i Catalogue of Life.